# Golden Space Needle

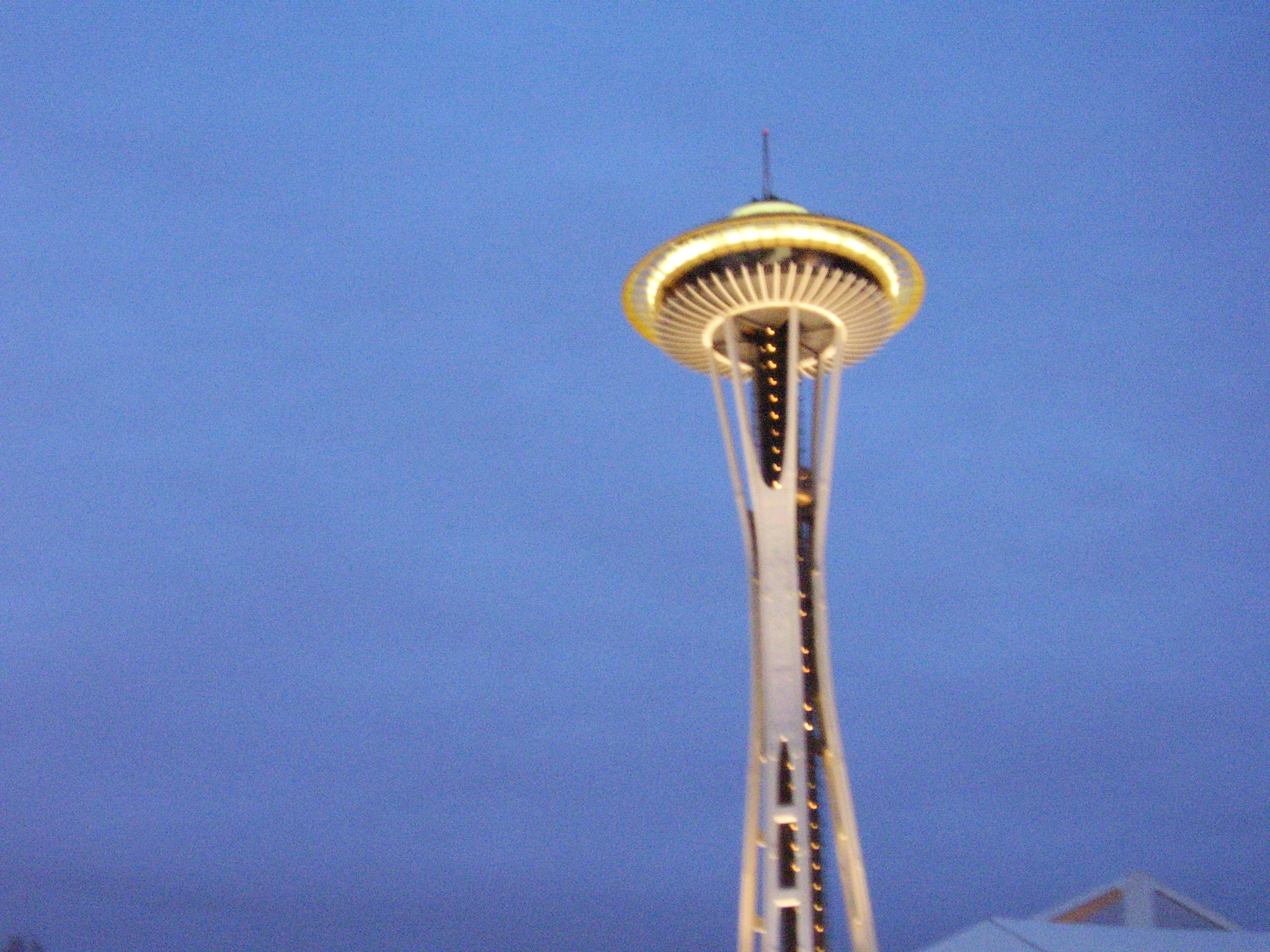
La Space Needle de Seattle.

La Golden Space Needle est la récompense suprême décernée depuis 1985 par le public du Festival de Seattle au meilleur film de la sélection.
La récompense est nommée ainsi en référence au monument Space Needle emblématique de la ville de Seattle.

## Palmarès
- 1985 : Le Baiser de la femme araignée (Beijo da mulher aranha) de Héctor Babenco  Brésil
- 1986 : L'Assaut (De aanslag) de Fons Rademakers  Pays-Bas
- 1987 : Ma vie de chien (Mitt liv som hund) de Lasse Hallström  Suède
- 1988 : Bagdad Café (Out of Rosenheim) de Percy Adlon  Allemagne
- 1989 : Apartment Zero de Martin Donovan  Argentine  Royaume-Uni
- 1990 : Pump Up the Volume de Allan Moyle  États-Unis
- 1991 : La Gloire de mon père de Yves Robert  France
- 1991 : Le Château de ma mère de Yves Robert  France
- 1992 : IP5 de Jean-Jacques Beineix  France
- 1993 : Garçon d'honneur (喜宴, Xi yan) de Ang Lee Taïwan  États-Unis
- 1994 : Priscilla, folle du désert (The Adventures Of Priscilla, Queen Of The Desert) de Stephan Elliott  Australie
- 1995 : L'Hôpital et ses fantômes (Riget) de Lars von Trier  Danemark
- 1996 : Trainspotting de Danny Boyle  Royaume-Uni
- 1997 : Comrades, Almost a Love Story (甜蜜蜜, Tian mi mi) de Peter Chan  Hong Kong
- 1998 : God Said, 'Ha!' de Julia Sweeney  États-Unis
- 1999 : Cours, Lola, cours (Lola rennt) de Tom Tykwer  Allemagne
- 2000 : Shower (洗澡, Xizao) de Zhang Yang  Chine
- 2001 : Petite arnaque entre amis (Finder's Fee) de Jeff Probst  Canada  États-Unis
- 2002 : Elling de Petter Næss  Norvège
- 2003 : Paï (Whale Rider) de Niki Caro  Nouvelle-Zélande
- 2004 : La Fenêtre d'en face (La finestra di fronte) de Ferzan Özpetek  Italie
- 2005 : Voces inocentes de Luis Mandoki  Mexique  Porto Rico  États-Unis
- 2006 : OSS 117 : Le Caire, nid d'espions de Michel Hazanavicius  France
- 2007 : Outsourced de John Jeffcoat  États-Unis
- 2008 : Cherry Blossoms, un rêve japonais (Kirschblüten - Hanami) de Doris Dörrie  Allemagne
- 2009 : Black Dynamite de Scott Sanders  États-Unis
- 2010 : Le Hérisson de Mona Achache  France
- 2011 : Pájaros de papel d'Emilio Aragón  Espagne
- 2012 : Any Day Now de Travis Fine  États-Unis
- 2013 : Fanie Fourie's Lobola de Henk Pretorius  Afrique du Sud
- 2014 : Boyhood de Richard Linklater  États-Unis
- 2015 : The Dark Horse de James Napier Robertson  Nouvelle-Zélande
- 2016 : Captain Fantastic de Matt Ross  États-Unis
- 2017 : Au bout du tunnel de Rodrigo Grande  Argentine  Espagne
- 2018 : Eighth Grade de Bo Burnham  États-Unis
- 2019 : Tel Aviv on Fire de Sameh Zoabi  Israël